# Bastö, Ingå
Bastö är en ö i Finland. Den ligger i Finska viken och i kommunen Ingå i den ekonomiska regionen  Raseborg i landskapet Nyland, i den södra delen av landet. Ön ligger omkring 61 kilometer väster om Helsingfors.
Öns area är 51,1 hektar och dess största längd är 1,3 kilometer i sydväst-nordöstlig riktning.